# (19185) Guarneri
(19185) Guarneri (1991 TL13) – planetoida z pasa głównego asteroid okrążająca Słońce w ciągu 4,2 lat w średniej odległości 2,6 j.a. Odkryta 4 października 1991 roku.